# Hotride
"Hotride" (a veces escrito como "Hot Ride") es el decimoquinto sencillo lanzado por el trío británico de música electrónica Prodigy el 1 de noviembre de 2004. Fue el segundo sencillo del álbum Always Outnumbered, Never Outgunned y no entró en el Reino Unido. Chart, ya que el CD se lanzó en formato EP con 3 caras B adicionales y, por lo tanto, no se ajustaba a las regulaciones de las listas. En Irlanda, sin embargo, la canción fue elegible para las listas, debutando y alcanzando el número 40 en la semana del 11 de noviembre.
La pista contó con la voz de Juliette Lewis y la letra prestada de "Up, Up and Away (In My Beautiful Balloon)" de Jimmy Webb.

## Video musical
El video musical del sencillo fue dirigido por Daniel Levi, pero fue rechazado por Liam Howlett debido a la cantidad de violencia sin sentido.
El video se concentra en un grupo de niños japoneses alborotados. Los niños primero vandalizan un automóvil cercano, toman pastillas de una sustancia desconocida (posiblemente drogas), matan a un civil al azar y luego roban un vehículo y un coche de policía. También secuestran a un policía y lo introducen en la cajuela del auto, y posteriormente secuestran a una mujer antes de dirigirse a un edificio de oficinas, donde atropellan a los guardias y destruyen las oficinas. La mujer secuestrada luego escapa y llama a la policía. Un escuadrón antiterrorista entra al edificio y atrapa a los niños.

## Listado de pistas
CD single de grabaciones XL
1. "Hotride" (4:32)
2. "Who U Foolin" (3:40)
3. "Chicas" (Remix de seis minutos) (6:33)
4. "Hotride" (El Batori Mix) (4:44)
Promoción de EE. UU .:
1. "Hotride" (Edición de radio) (3:38)
2. "Hotride" (El Batori Mix 3) (4:44)
3. "Hotride" (El Batori Mix 2) (5:23)
4. "Hotride" (El Batori Mix 1) (4:55)
5. "Hotride" (versión del álbum) (4:36)